# Rhynchodontodes ravulalis
Rhynchodontodes ravulalis là một loài bướm đêm trong họ Erebidae.